# Sedum samium
Sedum samium är en fetbladsväxtart. Sedum samium ingår i Fetknoppssläktet som ingår i familjen fetbladsväxter.

## Underarter
Arten delas in i följande underarter:
- S. s. micranthum
- S. s. samium